# Julián Viáfara
Julián Viáfara, né le 19 mai 1978 à Cali (Colombie), est un footballeur colombien, qui évolue au poste de gardien de but. Il évolue, au cours de sa carrière à l'Independiente Medellin, à l'América de Cali, à l'Atlético Paranaense et à Vitoria ainsi qu'en équipe de Colombie.
Viáfara ne marque aucun but lors de son unique sélection avec l'équipe de Colombie en 2006.

## Carrière
- 1996-2001 : Independiente Medellin
- 2001-2006 : América de Cali
- 2007-2008 : Atlético Paranaense
- 2008-2011 : Vitoria
- 2011-2012 : América de Cali
- 2012-2013 : Patriotas
- 2011 : Deportes Quindío [1]

## Palmarès

### En équipe nationale
- 1 sélection et 0 but avec l'équipe de Colombie en 2006.

### Avec l'América de Cali
- Vainqueur du Championnat de Colombie de football en 2001 et 2002 (Tournoi d'ouverture).

### Avec Vitoria
- Vainqueur du Championnat de Bahia de football en 2009 et 2010.